# Clavell de pom
El clavell del pom (Dianthus barbatus) és una planta herbàcia de la família de les cariofil·làcies, usada com a planta ornamental en jardins..

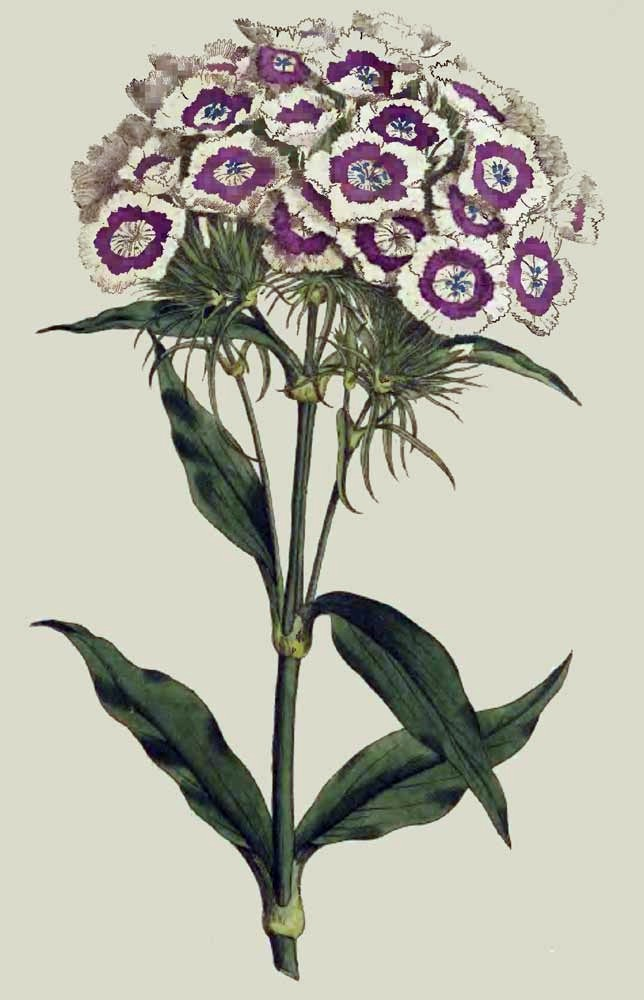
Il·lustració

## Descripció
És conreada com a planta biennal o perenne de vida breu, ateny una altura entre 30 i 75 cm. Forma rams densos que arriben a tenir fins a 30 flors, cadascuna entre 2 i 3 cm de diàmetre, amb vores irregulars, semblant dents de serra. La varietat salvatge té flors de color blanc, però les varietats de jardí poden a més ser roses, vermelles, violetes i porpres, podent tenir mescles de colors.

## Propietats
El 1977, la qüestió dels possibles usos mèdics van ser revisitats per Cordell, van ser oposades saponines en Dianthus barbatus, però hi ha hagut poc seguiment del seu ús.

## Taxonomia
Dianthus barbatus va ser descrita per Carl von Linné i publicat en Species Plantarum 1: 409. 1753.
Citologia
Nombre de cromosomes de Dianthus barbatus (Fam. Caryophyllaceae) i tàxons infraespecífics: n=15
Etimologia
Dianthus: nom genèric que procedeix de les paraules gregues Diós («de Zeus») i anthos («flor»), i ja va ser citat pel botànic grec Teofrast.
barbatus: epítet llatí que significa "amb barbes".
Sinonímia
- Caryophyllus barbatus Moench
- Cylichnanthus barbatus Dulac
- Dianthus aggregatus Poir.
- Dianthus corymbosus F.Dietr.
- Dianthus girardinii Lamotte
- Dianthus hispanicus Dum.Cours.
- Dianthus latifolius Willd.
- Dianthus pulcherrimus Loisel.
- Dianthus splendidissimus Hoffmanns.
- Silene barbata E.H.L.Krause
- Tunica barbata Scop.[8]
- Dianthus compactus Kit.